# Пчельников, Михаил Игнатьевич
Михаи́л Игна́тьевич Пче́льников (1810—1860) — русский педагог.

## Биография
Родился в семье причетника в 1810 году. В 1829 году поступил в только что открытый Главный педагогический институт, в котором он окончил курс настолько успешно, что 1 января 1836 года был оставлен при институте под особенным руководством академиков Купфера и Ленца, для усовершенствования своих познаний по физике. С 8 марта 1840 года до 1849 года, в звании адъюнкта, он читал лекции по математике на предварительном курсе института, а с 1836 до 1849 годы — и по физике; затем, с 1849 года до закрытия института преподавал некоторые части наук по этим предметам. В 1841 году написал диссертацию «О сопротивлении тела человеческого в отношении к электрическим токам» и в 1842 году защитил её в Санкт-Петербургском университете, получив степень магистра философии.
Кроме Главного педагогического института, он преподавал математические науки: в Пажеском корпусе (также и физику), Николаевском инженерном училище, Дворянском полку и Женском Патриотическом институте (географию, естествоведение, физику и космографию). В 1852 году он издал написанные им, по предложению Совета Патриотического института, «Чтения о предметах физики» (СПб.: тип. Э. Веймара, 1852. — [4], 156 с.; 2-е изд. — СПб., 1858).
Был произведён в чин статского советника 1 ноября 1850 года.
Умер 5 (17) июля 1860 года. Отпевание состоялось в церкви Св. апостолов Петра и Павла при Санкт-Петербургском университете университете; 8 июля был похоронен на Смоленском православном кладбище. Там же была похоронена и его супруга.

## Семья
Был женат на Марии Александровне Симанской (?—06.06.1886). Их дети: Прасковья (1839—1908), Александр (21.11.1846—?), Евгения (14.12.1848—?), Павел (04.10.1851—?).